# Corteza (geología)

La estructura interna de la Tierra.

La estructura interna de Europa.

En geología, la corteza es la capa sólida más externa de un planeta rocoso, planeta enano o satélite natural.  Normalmente se distingue del manto subyacente por su composición química; sin embargo, en el caso de satélites helados, puede distinguirse según su fase (corteza sólida frente a manto líquido). 
Las cortezas de la Tierra, la Luna, Mercurio, Venus, Marte, Io y otros cuerpos planetarios se formaron a través de procesos ígneos y luego se modificaron por erosión, cráteres por impacto, vulcanismo y sedimentación. 
La mayoría de los planetas terrestres tienen costras bastante uniformes. La Tierra, sin embargo, tiene dos tipos distintos: corteza continental y corteza oceánica. Estos dos tipos tienen diferentes composiciones químicas y propiedades físicas, y se formaron mediante diferentes procesos geológicos. 

## Tipos de corteza
Los geólogos planetarios dividen la corteza en tres categorías, según cómo y cuándo se formaron.

### Corteza primaria/corteza primordial
Esta es la corteza "original" de un planeta. Se forma a partir de la solidificación de un océano de magma. Hacia el final de la formación planetaria, los planetas terrestres probablemente tenían superficies que eran océanos de magma. A medida que se enfriaban, se solidificaban hasta formar una corteza. Esta corteza probablemente fue destruida por grandes impactos y se reformó muchas veces a medida que la Era de los Bombardeos Pesados se acercaba a su fin.
La naturaleza de las cortezas primarias todavía se discute: sus propiedades químicas, mineralógicas y físicas son desconocidas, al igual que los mecanismos ígneos que las formaron. Esto se debe a que es difícil de estudiar: nada de la corteza primaria de la Tierra ha sobrevivido hasta hoy. Las altas tasas de erosión de la Tierra y el reciclaje de la corteza de la tectónica de placas ha destruido todas las rocas con más de 4.000 millones de años, incluida la corteza primaria que una vez tuvo la Tierra. 
Sin embargo, los geólogos pueden obtener información sobre la corteza primaria al estudiarla en otros planetas terrestres. Las tierras altas de Mercurio podrían representar la corteza primaria, aunque esto se debate. Las tierras altas anortitas de la Luna son corteza primaria, formada como plagioclasa cristalizada fuera del océano de magma inicial de la Luna y flotando hasta la cima; sin embargo, es poco probable que la Tierra siguiera un patrón similar, ya que la Luna era un sistema sin agua y la Tierra tenía agua. El meteorito marciano ALH84001 podría representar la corteza primaria de Marte; sin embargo, de nuevo, esto se debate. Al igual que la Tierra, Venus carece de corteza primaria, ya que todo el planeta ha sido resurgido y modificado repetidamente.

### Corteza secundaria
La corteza secundaria se forma por fusión parcial de los materiales de silicato en el manto, y por lo tanto es generalmente de composición basáltica.
Este es el tipo de corteza más común en el Sistema Solar. La mayoría de las superficies de Mercurio, Venus, la Tierra y Marte comprenden una corteza secundaria, al igual que la mare lunar. En la Tierra, vemos una corteza secundaria que se forma principalmente en los centros de propagación en medio del océano, donde el aumento adiabático del manto provoca una fusión parcial.

### Corteza terciaria
La corteza terciaria está más modificada químicamente que la primaria o la secundaria. Puede formarse de varias maneras: 
- Procesos ígneos: fusión parcial de la corteza secundaria, junto con la diferenciación o deshidratación[5]
- Erosión y sedimentación: sedimentos derivados de la corteza primaria, secundaria o terciaria

El único ejemplo conocido de corteza terciaria es la corteza continental de la Tierra. Se desconoce si se puede decir que otros planetas terrestres tienen corteza terciaria, aunque la evidencia hasta ahora sugiere que no lo tienen. Esto es probable porque la tectónica de placas es necesaria para crear la corteza terciaria, y la Tierra es el único planeta en nuestro Sistema Solar con tectónica de placas. 

## La corteza terrestre

### Estructura

Placas en la corteza terrestre

La corteza es una capa delgada en el exterior de la Tierra, que representa menos del 1% del volumen de la Tierra. Es el componente superior de la litosfera: una división de las capas de la Tierra que incluye la corteza y la parte superior del manto. La litosfera se rompe en placas tectónicas que se mueven, permitiendo que el calor escape del interior de la Tierra al espacio. 

La corteza se encuentra en la parte superior del manto, una configuración que es estable porque el manto superior está hecho de peridotita y, por lo tanto, es significativamente más densa que la corteza. El límite entre la corteza y el manto se coloca convencionalmente en la discontinuidad de Mohorovičić, un límite definido por un contraste en la velocidad sísmica.  
| Corteza oceánica (según su edad) 0-20 Ma 20-65 Ma >65 Ma | Corteza continental Escudos o cratones antiguos Plataformas (escudos con cobertera sedimentaria) Cadenas orogénicas Cuencas tecto-sedimentarias Provincias ígneas Corteza adelgazada (por extensión cortical) |

La corteza de la Tierra es de dos tipos distintivos: 
1. Oceánico: 5 kilómetros (3 mi) a 10 kilómetros (6 mi) de grosor[11] y compuesta principalmente de rocas más densas y máficas, como el basalto, la diabasa y el gabro.
2. Continental: 30 kilómetros (20 mi) a 50 kilómetros (30 mi) de grosor y en su mayoría compuestas por rocas menos densas, más félsicas, como el granito.

Debido a que tanto la corteza continental como la oceánica son menos densas que el manto de abajo, ambos tipos de corteza "flotan" sobre el manto. Esto es isostasia, y también es una de las razones por las que la corteza continental es más alta que la oceánica: la continental es menos densa y por eso "flota" más arriba. Como resultado, las piscinas de agua en la corteza oceánica, forman los océanos. 
La temperatura de la corteza aumenta con la profundidad, alcanzando valores generalmente en el rango de aproximadamente 200 grados Celsius (392 °F) a 400 grados Celsius (752 °F) en el límite con el manto subyacente. La temperatura aumenta hasta 30 °C por cada kilómetro localmente en la parte superior de la corteza, pero el gradiente geotérmico es más pequeño en la corteza más profunda.

### Composición

Abundancia (fracción atómica) de los elementos químicos en la corteza continental superior de la Tierra en función del número atómico. Los elementos más raros de la corteza (que se muestran en amarillo) no son los más pesados, sino que son los elementos siderófilos (amantes del hierro) en la clasificación de elementos de Goldschmidt. Estos se han agotado al ser reubicados más profundamente en el núcleo de la Tierra. Su abundancia en materiales meteoroides es mayor. Además, el telurio y el selenio se han agotado de la corteza debido a la formación de hidruros volátiles.

La corteza continental tiene una composición promedio similar a la de la andesita. Los minerales más abundantes en la corteza continental de la Tierra son los feldespatos, que constituyen aproximadamente el 41% de la corteza en peso, seguidos por el cuarzo al 12% y los piroxenos al 11%. La corteza continental está enriquecida en elementos incompatibles en comparación con la corteza del océano basáltico y muy enriquecida en comparación con el manto subyacente. Aunque la corteza continental comprende solo alrededor del 0,6 por ciento en peso del silicato en la Tierra, contiene del 20% al 70% de los elementos incompatibles. 
| Elemento | %    |
| -------- | ---- |
| O        | 46.6 |
| Si       | 27.7 |
| Al       | 8.1  |
| Fe       | 5.0  |
| Ca       | 3.6  |
| Na       | 2.8  |
| K        | 2.6  |
| Mg       | 1.5  |

| Óxido | %    |
| ----- | ---- |
| SiO2  | 60.6 |
| Al2O3 | 15.9 |
| CaO   | 6.4  |
| MgO   | 4.7  |
| Na2O  | 3.1  |
| FeO   | 6.7  |
| K2O   | 1.8  |
| TiO2  | 0.7  |
| P2O5  | 0.1  |

 Todos los demás componentes, excepto el agua, se presentan solo en cantidades muy pequeñas y suman menos del 1%. Las estimaciones de la densidad promedio para la corteza superior varían entre 2.69 y 2.74 g/cm3 y para la corteza inferior entre 3.0 y 3.25 g/cm3.

### Formación y evolución
La Tierra se originó hace aproximadamente 4600 millones de años a partir de un disco de polvo y gas que orbitaba alrededor del Sol recién formado. Se formó a través de la acreción, donde los planetesimales y otros cuerpos rocosos más pequeños chocaron y se atoraron, creciendo gradualmente en un planeta. Este proceso generó una enorme cantidad de calor, lo que provocó que la Tierra primitiva se fundiera por completo. A medida que la acumulación planetaria se desaceleraba, la Tierra comenzó a enfriarse, formando su primera corteza, denominada corteza primaria o primordial. Esta corteza probablemente fue destruida repetidamente por grandes impactos, luego se reformó del océano de magma que dejó el impacto. Nada de la corteza primaria de la Tierra ha sobrevivido hasta hoy; todo fue destruido por la erosión, los impactos y la tectónica de placas en los últimos miles de millones de años. 
Desde entonces, la Tierra ha ido formando corteza secundaria y terciaria. La corteza secundaria se forma en los centros de expansión del océano medio, donde la fusión parcial del manto subyacente produce magmas basálticos y nuevas formas de corteza del océano. Este "empuje de la cresta" es una de las fuerzas impulsoras de la tectónica de placas, y está creando constantemente nueva corteza oceánica. Eso significa que la vieja corteza debe ser destruida en algún lugar, por lo que, frente a un centro en expansión, generalmente hay una zona de subducción: una zanja donde una placa oceánica está siendo empujada de nuevo al manto. Este proceso constante de crear una nueva corteza oceánica y destruir la vieja corteza oceánica significa que la corteza oceánica más antigua de la Tierra hoy en día tiene solo unos 200 millones de años. 
En contraste, la mayor parte de la corteza continental es mucho más antigua. Las rocas de la corteza continental más antiguas de la Tierra tienen edades en el rango de aproximadamente 3.7 a 4.28 millones de años y se han encontrado en el Narryer Gneiss Terrane en Australia Occidental, en el Acasta Gneiss en los Territorios del Noroeste en el Canadian Shield, y en otras regiones cratónicas como las del Fennoscandian Shield. En el Narryer Gneiss Terrane se ha encontrado algo de circón con una edad de 4,3 mil millones de años. 
La edad promedio de la corteza continental actual de la Tierra se ha estimado en alrededor de 2.0 mil millones de años. La mayoría de las rocas de la corteza se formaron antes de hace 2.500 millones de años y están ubicadas en cratones. Dicha corteza continental vieja y la astenósfera del manto subyacente son menos densas que en cualquier otro lugar de la Tierra y, por lo tanto, no se destruyen fácilmente por subducción. La formación de nueva corteza continental está vinculada a períodos de intensa orogenia; estos períodos coinciden con la formación de los supercontinentes como Rodinia, Pangea y Gondwana. La corteza se forma en parte por la agregación de arcos de islas que incluyen granito y cinturones de pliegue metamórficos, y se conserva en parte por el agotamiento del manto subyacente para formar un manto litosférico flotante.

## Corteza de la Luna

La estructura interna de Luna.

Se cree que un protoplaneta teórico llamado "Tea" colisionó con la Tierra en formación, y parte del material expulsado al espacio por la colisión acrecentada para formar la Luna.  A medida que se formó la Luna, se cree que la parte exterior de la misma se fundió, un "océano de magma lunar". El feldespato plagioclasa cristalizó en grandes cantidades de este océano de magma y flotó hacia la superficie. Las rocas acumuladas forman gran parte de la corteza. La parte superior de la corteza probablemente tiene un promedio de alrededor del 88% de plagioclasa (cerca del límite inferior del 90% definido para anortosita): la parte inferior de la corteza puede contener un mayor porcentaje de minerales ferromagnesios como los piroxenos y el olivino, pero incluso más bajo parte probablemente promedia alrededor del 78% plagioclasa.  El manto subyacente es más denso y rico en olivino. 
El grosor de la corteza oscila entre unos 20 y 120 km. La corteza en el lado opuesto de la Luna tiene un promedio de 12 km más grueso que el del lado cercano. Las estimaciones de espesor promedio caen en el rango de aproximadamente 50 a 60 km. La mayor parte de esta corteza rica en plagioclasa se formó poco después de la formación de la luna, hace alrededor de 4.5 a 4.3 mil millones de años. Quizás el 10% o menos de la corteza consiste en roca ígnea agregada después de la formación del material inicial rico en plagioclasa. La mejor caracterizada y la más voluminosa de estas adiciones posteriores son los mare de basaltos formados entre aproximadamente 3.9 y 3.2 mil millones de años. El vulcanismo menor continuó después de 3.200 millones de años, tal vez tan recientemente como hace 1000 millones de años. No hay evidencia de tectónica de placas. 
El estudio de la Luna ha establecido que se puede formar una corteza en un cuerpo planetario rocoso significativamente más pequeño que la Tierra. Aunque el radio de la Luna es solo un cuarto de la Tierra, la corteza lunar tiene un grosor promedio significativamente mayor. Esta gruesa corteza se formó casi inmediatamente después de la formación de la Luna. El magmatismo continuó después de que el período de intenso impacto de meteoritos terminó hace unos 3.900 millones de años, pero las rocas ígneas de menos de 3.900 millones de años constituyen solo una parte menor de la corteza.